# Bundesstraße 466a
Pour les articles homonymes, voir Route 466.
La Bundesstraße 466a est une Bundesstraße du Land de Bade-Wurtemberg.

## Géographie
Elle relie la Bundesstraße 466 au nord-est de Heidenheim an der Brenz à la jonction de Heidenheim sur la Bundesautobahn 7.

## Source
- (de) Cet article est partiellement ou en totalité issu de l’article de Wikipédia en allemand intitulé « Bundesstraße 466a » (voir la liste des auteurs).